# Klauwhoek

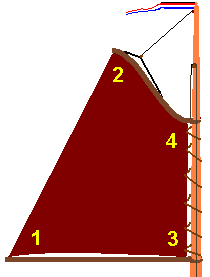
De vier hoeken van een gaffelgetuigd zeil

In de zeilvaart is de klauwhoek de hoek van het zeil bij klauw van de gaffel, in de hoek tussen gaffel en mast. Het is de voorste hoek aan de bovenkant van een zeil, de hoek tussen het bovenlijk en het voorlijk. De term wordt alleen gehanteerd op gaffelgetuigde schepen.
De vier hoeken van een gaffelgetuigd zeil:
1. schoothoek
2. tophoek
3. halshoek
4. klauwhoek